# Mohammed Nabbous
Mohammed Nabbous (27 de fevereiro de 1983 - 19 de março de 2011) foi um civil líbio, que, por reportar os ataques a rebeldes na guerra civil no país, acabou sendo morto em confrontos entre o governo e rebeldes.
Fundou a Libya Alhurra TV, um canal de televisão privado, que se mantém com a ajuda financeira dos Estados Unidos através do Broadcasting Board of Governors.
Foi morto por relatar a violência usada contra manifestantes em Benghazi opositores ao governo de Muammar al-Gaddafi ditador da Líbia.